# Stomatogastryczny układ nerwowy
Stomatogastryczny układ nerwowy (STNS lub SNS z ang. stomatogastric nervous system) – osobna anatomicznie część układu nerwowego odpowiedzialna za unerwienie przedniej części jelita, w szczególności otworu gębowego, aparatu gębowego, gardzieli i przełyku. Wyróżniana u niektórych grup bezkręgowców obok centralnego i peryferycznego układu nerwowego. Termin ten dotyczy przede wszystkim funkcjonalnego aspektu i nie wiadomo, czy stomatogastryczne układy nerwowe występujące u różnych grup zwierząt są sobie wzajemnie homologiczne. U poszczególnych grup zwierząt SNS ma różną morfologię i pełni rozmaite funkcje – odpowiada za przemieszczanie pokarmu, uczestniczy w trawieniu poprzez kontrolowanie gruczołów, czy przekazuje sygnały z receptorów układu pokarmowego.

## Stawonogi (Arthropoda)

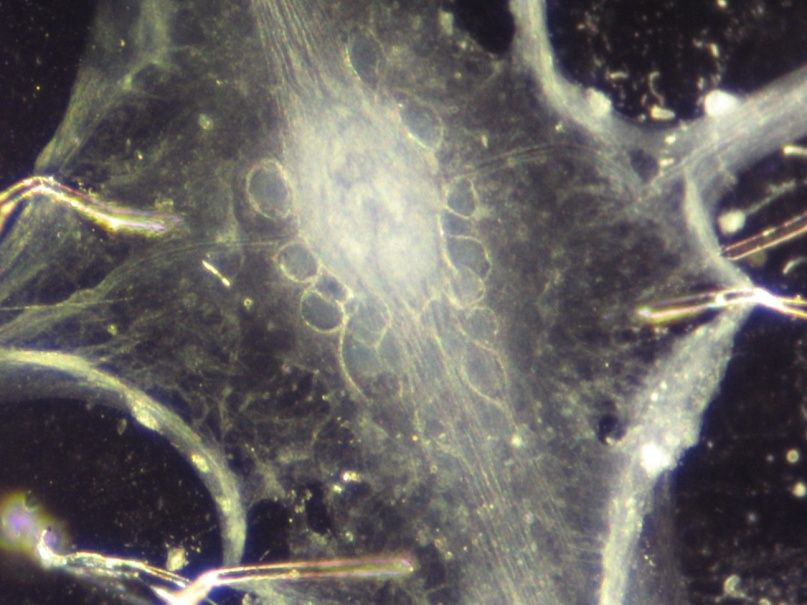
Zwój stomatogastryczny u kraba Cancer borealis

U stawonogów występuje złożony autonomiczny układ stomatogastryczny w postaci sieci nerwowej łączącej zwoje nerwowe (ganglia) związane głównie z jelitem przednim. Najlepiej poznany jest u przedstawicieli dziesięcionogów (Decapoda), u których składa się z czterech zwojów – nieparzystych stomatogastrycznego i przełykowego oraz parzystych zwojów komisuralnych. Główną rolą układu jest koordynacja elementów odpowiedzialnych za rozdrabnianie i wstępną obróbkę pokarmu. Układ stomatogastryczny dziesięcionogów wykorzystywany jest m.in. w badaniach nad autonomicznymi rozrusznikami motorycznymi.

## Pierścienice (Annelida)
Obrączka okołogardzielowa zarówno u wieloszczetów jak i skąposzczetów składa się z odchodzących od mózgu konektyw okołogardzielowych, które łączą zwój mózgowy z pierwszą parą zwojów brzusznego pnia nerwowego, tzw. zwojami podgardzielowymi (subpharyngeal ganglia), które u form zaawansowanych ewolucyjnie mogą być zlane w jeden duży zwój podgardzielowy. Od zwoju podgardzielowego odchodzą nerwy prowadzące do właściwego układu stomatogastrycznego, oplatającego przednią część jelita w postaci zdecentralizowanej sieci neuronów motorycznych. SNS jest szczególnie dobrze rozwinięty u form wyposażonych w wynicowywaną ruchliwą gardziel.

## Szczękonośne (Gnathifera)
Grupa Gnathifera charakteryzuje się obecnością skomplikowanych kutykularnych szczęk w gardzieli, które są unerwione przez układ stomatogastryczny. U szczękogębych w skład SNS wchodzi nieparzysty zwój bukalny oraz para nerwowów bukalnych biegnących w kierunku mózgu. U drobnoszczękich występuje położony w tyle gardzieli zwój bukalny, nie stwierdzono jednak obecności nerwów łączących go z centralnym układem nerwowym. U wrotków SNS ma formę stosunkowo luźnego unerwienia aparatu szczękowego (mastaksu) i czuciowych receptorów rzęskowych gardzieli łączącego się zarówno z mózgiem jak i pniami nerwowymi.

## Mięczaki (Mollusca)

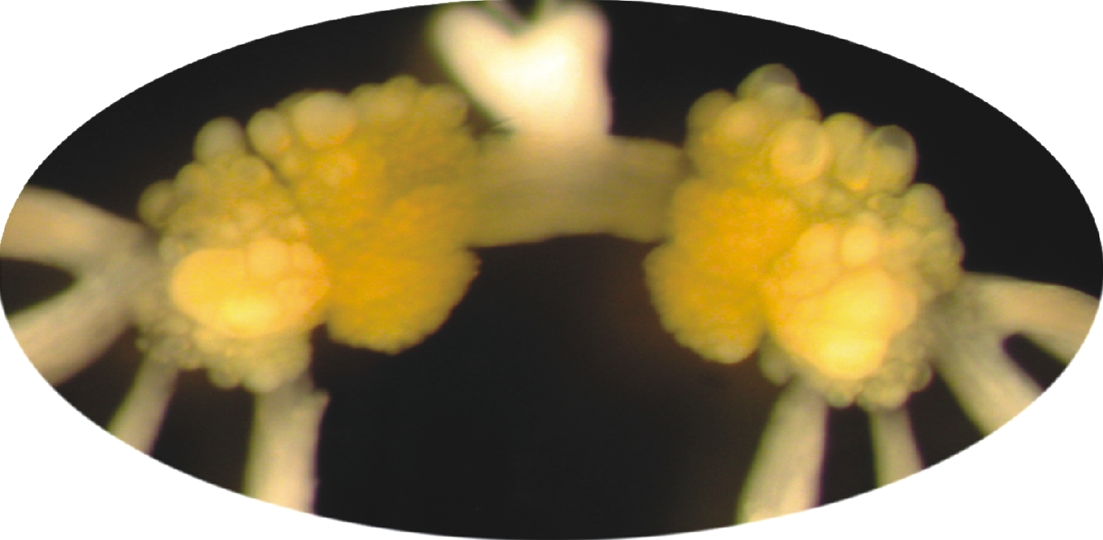
Zwoje przełykowe ślimaka Aplysia californica

U mięczaków układ stomatogastryczny jest związany przede wszystkim z otaczającymi otwór gębowy czuciowymi wargami, umięśnieniem gardzieli i radulą. W jego skład wchodzi różna liczba zwojów połączonych komisurami i konektywami. Dokładna anatomia różni się pomiędzy poszczególnymi gromadami.
Bruzdobrzuchy (Solenogastres)

U bruzdobrzuchów w skład SNS wchodzą dwa zwoje gębowe (bukalne) połączone z mózgiem przez konektywy bukalne i między sobą przez komisurę zamykającą obrączkę wokółgardzielową.
Tarczonogi (Caudofoveata)

W obręb SNS tarczonogów wchodzą elementy obrączek okołogardzielowej i okołoprzełykowej oraz dwa zwoje gębowe połączone komisurą.
Wielotarczowce (Polyplacophora)

U chitonów układ stomatogastryczny składa się z komisury zamykającej obrączkę wokółprzełykową oraz parzystych zwojów gębowych i podtarkowych, łączących się konektywami.
Ślimaki (Gastropoda)

Występują dwie pary zwojów w obrębie SNS – wargowe i przełykowe.
Jednotarczowce (Monoplacophora)

Położone blisko mózgu parzyste zwoje wargowe łączą się konektywami ze zwojami gębowymi, te z kolei połączone są ze sobą spoidłem gębowym.
Małże (Bivalvia)

W związku z redukcją tarki i całej głowy układ stomatogastryczny małży uległ zanikowi.
Łódkonogi (Scaphopoda)

W skład układu stomatogastrycznego wchodzi fragment obrączki okołoprzełykowej, dwie pary zwoi przełykowych oraz niewielkie zwoje związane z narządami smaku.
Głowonogi (Cephalopoda)

U łodzików parzyste zwoje gębowe łączą się konektywami ze zwojami wargowymi większymi, te z kolei łączą się komisurą wargową. Ponadto występują zwoje wargowe mniejsze połączone bezpośrednio z płatem nożnym układu nerwowego. U wyższych głowonogów zwoje układu stomatogastrycznego zlane są razem z pozostałymi zwojami nerwowymi w rozbudowany wielopłatowy mózg.

## Płazińce (Platyhelminthes)
U wolnożyjących wirków występują nerwy i pojedyncze perikaria związane z otworem gębowym, gardzielą i jelitem.